# حمزة بن لادن
حمزة بن أسامة بن محمد بن عوض بن لادن ويُعرف اختصارًا باسمِ حمزة بن لادن (من مواليد 1989 ويُحتمل أنّه قُتل عام 2019) هو ابنُ زعيم تنظيم القاعدة الأبرز أسامة بن لادن الذي قُتل برفقةَ شقيقه خالد في غارةٍ عام 2011. بحلول 31 تمّوز/يوليو 2019؛ أفادت بعض التقارير الصحفيّة أن حمزة قد قُتل حيث زَعمت تلك المصادر أنها حصلت على معلومات من مسؤولين أمريكيين لم تكشف عن هويتهم ادعوا أنّ بن لادن قد قُتل خلال السنتين الأوليتين من حُكم إدارة ترامب مؤكدين في الوقتِ ذاته على أن الحكومة الأمريكية قد لعبت دورًا في عمليّة الاغتيال هذه دون توضيح الطريقة.

## الحياة المُبكّرة والعائلة
في كانون الثاني/يناير 2001 حضرَ حمزة – الذي كان يبلغ من العمر 12 عامًا حينها – مع والده وأعضاء آخرين من العائلة حفل زفاف شقيقه محمد بن لادن في مدينة قندهار جنوب أفغانستان. حينها بدأت وسائل الإعلام بالاهتمام بموضوع حمزة حيثُ نُشرت لقطات فيديو صُوّرت في ولاية غزني في نوفمبر من نفس العام تُظهر حمزة وبعض من إخوته فوقَ حطام مروحية أمريكية فيما يشير إلى عملهم إلى جانب طالبان.
بحلول آذار/مارس 2003؛ زُعم أن حمزة وشقيقه سعد بن لادن قد أُصيبا وأُسرا في في أحدِ القرى بدولة أفغانستان إلا أنّ هذا الادعاء ثبت في نهاية المطاف أنه كاذب. عادت الشائعات حول حمزة مُجددًا حيثُ نقلت صحيفة الجارديان في آب/أغسطس من عام 2018 عن أعمام حمزة عددًا من المعلومات حوله بما في ذلك زواجه من ابنة أحد منفذي هجمات 11 سبتمبر وهوَ محمد عطا، لكنّ شقيق حمزة عمر بن لادن نفى كل ما وردَ في ذلك التقرير.

## النشاط العسكري

### البداية
في شريط فيديو بُثّ عام 2005 بعنوان مجاهدو وزيرستان؛ ظهرَ حمزة في المقطع وهو يشارك في هجوم لتنظيم القاعدة على مركزٍ لقوات الأمن الباكستانية في منطقة وزيرستان الجنوبية القبلية الواقعة بين أفغانستان وباكستان. بعد سنتين وبالتحديدِ في أيلول/سبتمبر من عام 2007؛ ذُكر أن حمزة يقطنُ في المناطق القبلية الخاضعة للإدارة الاتحادية وبالضبطِ في المنطقة الحدودية بين باكستان وأفغانستان حيث قِيل إنه لعب بدورًا كبيرًا في تنفيذِ عددٍ من الهجمات معَ قوات القاعدة. بحلول تمّوز/يوليو 2008؛ نشرت ذا صن ترجمة قصيدة قِيل أن حمزة كتبها حيث نُشرت على «الموقع الإسلامي للجهاد» على الإنترنت. جاءَ في القصيدة ما نُسب لحمزة قوله: «يجبُ تدمير أمريكا وبريطانيا وفرنسا والدنمارك في أسرعِ وقتٍ ممكن» وردًا على ذلك أطلق النائب البريطاني باتريك ميرسير لقبَ ولي عهد الإرهاب على حمزة بن لادن.
سرت شائعات حول تورطِ حمزة بن لادن في اغتيال رئيسة الوزراء الباكستانية السابقة بينظير بوتو عام 2007، لكنّ المتحدث باسم تنظيم القاعدة السابق سليمان بوغيث نفى كل ما قيل عن حمزة عندَ استجوابه مؤكدًا أن الأخير كان رهنَ الإقامة الجبرية في إيران عندما اغتيلت بوتو ولم يُطْلَق سراحه إلا في عام 2010. في 14 آب/أغسطس 2015؛ نشرَ حمزة رسالة صوتيّة لأول مرة حيثُ دعا فيها أتباعه في كابول وبغداد وغزة لشن الجهاد أو ما سمّاها «الحرب المقدسة» على واشنطن ولندن وباريس وتل أبيب. عادَ حمزة بعد مدة طويلة نوعًا ما لنشرِ الرسائل الصوتيّة؛ حيثُ نشر واحدةً في 11 أيّار/مايو 2016 تحدث فيها حولَ عدّة قضايا بما في ذلك القضية الفلسطينية والحرب الأهلية السورية حيثُ قال: «إن الثورة السورية المباركة جعلت احتمال تحرير القدس أكثر ترجيحًا ... الأمة الإسلامية يجب أن تركز على الجهاد في الشام وتوحيد صفوف المجاهدين؛ فلم يعد هناك عذر لأولئك الذين يُصرّون على الانقسام وخلق النزاعات الآن بعد أن حشد العالم كله ضد المسلمين.»

### غارة 2011

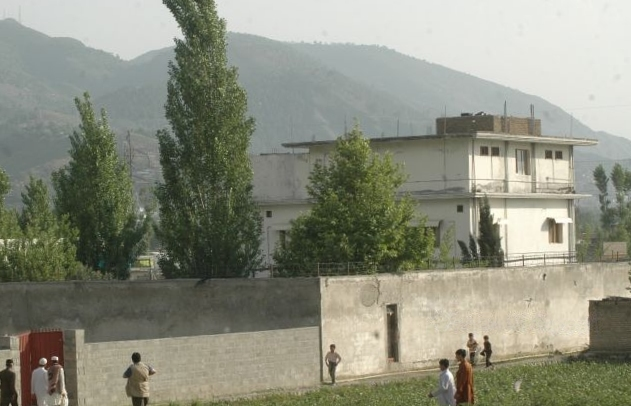
آخر منزل لأسامة بن لادن في أبوت آباد

حمزة هو ابنُ السعودية خيرية صابر واحدة من زوجات بن لادن الثلاث الذين كانوا يعيشون في مجمع أبوت آباد. لقد كشفَ استجواب زيجات أسامة بن لادن الباقين على قيد الحياة من قِبل المخابرات الباكستانية بعد الغارة على مجمع أبوت آباد أن حمزة هو الشخص الوحيد المفقود حيثُ لم يكن من بينِ القتلى أو الجرحى على الرغمِ من أن الغارة الأمريكية كانت شاملة واستُعملت فيها الأشعة تحت الحمراء وبحضور القوات البرية كما لم تكن هناك أنفاق خروج خفية في المجمع.
في رسالة صُودرت بعدَ الغارة كَتبها أسامة بن لادن لعطية الله الليبي؛ يذكر فيها الأوّل رغبته في أن يتم تعليم ابنهِ حمزة في قطر كباحث ديني حتى يتمكن من «دحضِ الأخطاء التي أثيرت حول الجهاد». كشفت الرسالة نفسها أن حمزة لم يفلت من الغارة لأنّه لم يكن أصلًا حاضرًا في أبوت آباد حينها، فيما أكّدت رسائل أخرى عن إعداد أسامة لابنهِ حمزة وتجهيزه حتى يكونَ وريثًا له وذلك بعد وفاة شقيق حمزة الأكبر سعد في غارة جوية أمريكية بطائرة بدون طيار عام 2009.

### السنوات الأخيرة
في تموز/يوليو 2016؛ ذكرت بعضُ وسائل الإعلام أن حمزة أصدرَ رسالة صوتية ثالثة هدّدَ فيها الولايات المتحدة بالانتقام لمقتل والده، وفي خطاب مدته 21 دقيقة بعنوان «كلنا أسامة»؛ قال حمزة: «سنواصل ضربك واستهدافك في بلدك وفي الخارج ردًا على اضطهادك لشعب فلسطين وأفغانستان وسوريا ... العراق واليمن والصومال وبقية الأراضي المسلمة التي لم تنج من قمعك ... أما بالنسبة لانتقام الأمة الإسلامية للشيخ أسامة رحمه الله فلن يكون انتقامًا لأسامة الشخص بل سيكون انتقامًا لكلّ الذين دافعوا عن الإسلام.» نُشر تسجيل صوتي جديد في أيّار/مايو 2017 من قِبل مؤسسة السحاب الإعلامية وفيه يشجّع حمزة على شنّ «هجمات انتقاميّة» ضد أهداف غربية.
في ضوء نفوذه المتزايد داخل تنظيم القاعدة؛ صنّفت الولايات المتحدة حمزة بن لادن كإرهابي عالمي في كانون الثاني/يناير 2017؛ وقد وضعته فعليًا في قائمة سوداء من أجلِ تقييد حركته وقدراته الاقتصادية. في أيّار/مايو 2017؛ صدرَ مقطع فيديو جديد يدعو فيه حمزة أتباعه إلى مهاجمة اليهود والأمريكيين والغربيين والروس عبرَ هجمات الذئاب الوحيدة وباستخدام أيّ وسيلة ممكنة. في 28 شباط/فبراير 2019؛ عرضت وزارة الخارجية الأمريكية مكافأة تصلُ إلى مليون دولار أمريكي لمن يدلي بمعلومات تؤدي إلى تحديدِ موقع حمزة في أي بلدٍ من بلدان العالم.
في الأول من آذار/مارس 2019؛ أعلنت المملكة العربية السعودية أنها جرّدت حمزة بن لادن من جنسيّته؛

## خبر موته
وفي 31 تمّوز/يوليو 2019 أُفيد أن الولايات المتحدة قد حصلت على معلومات استخبارية تؤكّد بأن بن لادن قد مات حيث قالت بعض التقارير إن حمزة قد قُتل في وقت ما خلال العامين الماضيين؛ وأن حكومة الولايات المتحدة كان لها دورٌ في العملية دون الكشفِ عن ماهيّة هذا الدور بينما أفادت تقارير أخرى حمزة كان قد مات بالفعل في شباط/فبراير 2019 عندما عرضت وزارة الخارجية مكافأة لمن يدلي عن مكان وجوده.
وفي 13 نوفمبر 2020 قالت صحيفة نيويورك تايمز الأمريكية أن الرجل الثاني في تنظيم القاعدة أبا محمد المصري وإسمه الحقيقي عبد الله أحمد عبد الله قُتِل منذ ثلاثة أشهر في طهران بـإيران برصاص عملاء إسرائيلين في إيران في السابع أغسطس من نفس العام، وقُتلت معه ابنته مريم، أرملة حمزة بن لادن.